# Robert Wistrich

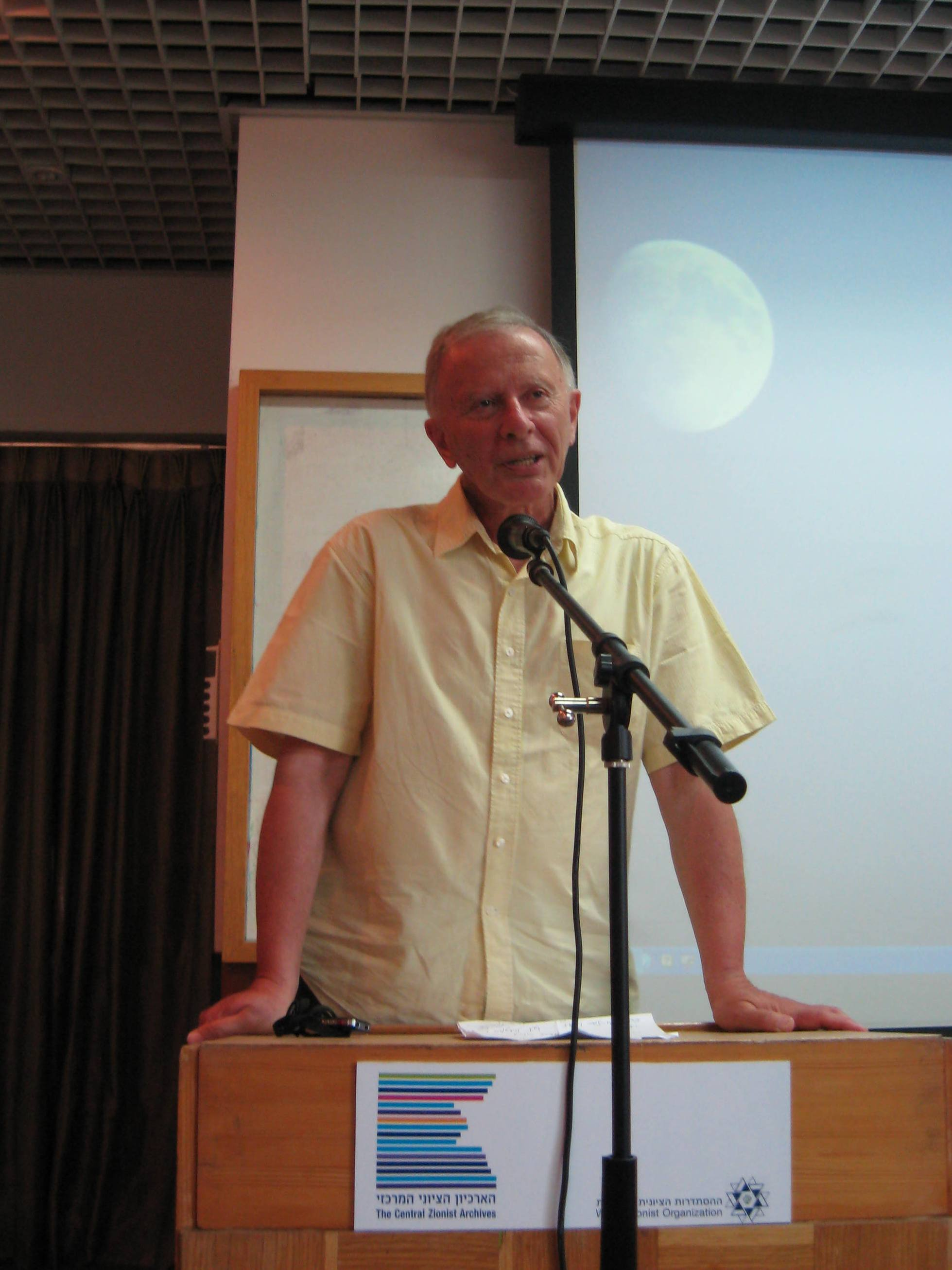
Robert S. Wistrich (2013)

Robert Solomon Wistrich (Hebreeuws: רוברט סולומון ויסטריך) (Lenger (Kazachstan), 7 april 1945 – Rome, 19 mei 2015) was hoogleraar in Europese en Joodse geschiedenis aan de Hebreeuwse Universiteit van Jeruzalem. Hij leverde onder andere belangrijke bijdragen aan het academische debat over antisemitisme.
Enkele van zijn boeken zijn Socialism and the Jews (1985), The Jews of Vienna in the Age of Franz Joseph (1989), Antisemitism: The Longest Hatred (1991) en A Lethal Obsession: Antisemitism — From Antiquity to the Global Jihad (2010).
Robert Wistrich overleed op 19 mei 2015 aan een hartinfarct.